# Qin Yongmin
Qin Yongmin (chinesisch 秦永敏, Pinyin Qín Yǒngmǐn; * 11. August 1953 in Wuhan) ist ein politischer Reporter, Menschenrechtsaktivist, Dissident, einer der Mitbegründer der Demokratischen Partei Chinas und einer der derzeit bekanntesten politischen Gefangenen in der Volksrepublik China.
Da er auf seiner Vorstellung bestanden hatte, dass in China Rede-, Publikations- und Vereinigungsfreiheit sowie alle grundlegenden Menschenrechte, einschließlich des Organisierens einer politischen Partei, ausgeübt werden sollten, war er vor Gericht geladen, behördlich enteignet, der Umerziehung durch Arbeit unterzogen, verhaftet, zu Gefängnisstrafen verurteilt und in seinem Haus überwacht worden. Von 1970 bis 2012 wurde er insgesamt 39 Mal festgenommen und zu 22 Jahren Haftstrafe verurteilt. Er gehört zu den politischen Gefangenen, die in den letzten vier Jahrzehnten am längsten inhaftiert waren. Er weigerte sich, ins Ausland zu gehen, bevor die Volksrepublik China sich zu einer konstitutionellen Demokratie formiert, und er beharrte darauf, seine Haftstrafen abzusitzen.

## Leben
Qin Yongmin war ein Arbeiter der Wuhan Steel Corporation. Ende der siebziger Jahre redigierte und veröffentlichte er in Wuhan die Zeitschrift Zhongsheng (钟声), die „Glocke“, die das erklärte Ziel der Förderung der Demokratie hatte. 1980 beteiligte er sich an der Gründung der „Vorbereitungsgruppe der Demokratischen Partei Chinas“. Er wurde 1981 verhaftet und für seine sogenannte konterrevolutionäre Propaganda und Anstiftung zu Unruhen zu acht Jahren Gefängnis verurteilt. 1989 wurde er aus dem Gefängnis entlassen. Er war der Verfasser der „Friedenssatzung“ (和平宪章) – des ersten Programms seit 1949 für eine Demokratiebewegung in China, das am 14. Januar 1993 veröffentlicht wurde. Darin wurde die Entschädigung der Opfer des Tian’anmen-Massakers von 1989 und die Freilassung der politischen Gefangenen gefordert. Er wurde danach wegen „Störung der sozialen Ordnung“ angeklagt und zu zwei Jahren Umerziehung durch Arbeit verurteilt.
1997 veröffentlichte Qin Yongmin einen offenen Brief an Jiang Zemin, worin er die Kommunistische Partei Chinas dazu aufforderte, politische Reformen in China durchzuführen und eine konstitutionelle Demokratie zu verwirklichen. 1998 gründete er in Wuhan die „Beobachtergruppe für Menschenrechte in China“ (中国人权观察) und veröffentlichte Hunderte von Berichten, die die Realität der Menschenrechte in der Volksrepublik China thematisierten. Im selben Jahr initiierte und gründete Qin Yongmin öffentlich das Komitee der Demokratischen Partei Chinas der Provinz Hubei. Er wurde anschließend verhaftet und wegen Untergrabung der Staatsgewalt zu 12 Jahren Gefängnis verurteilt. Qin Yongmin wurde 1999, als er noch im Gefängnis war, zu einem der vier Ko-Vorsitzenden der Demokratischen Partei Chinas gewählt. Ebenfalls 1999 nominierte die Menschenrechtskommission der Vereinten Nationen die DPC-Mitglieder Xu Wenli, Qin Yongmin und Wang Youcai für den Friedensnobelpreis.
Qin Yongmin wurde im November 2010 aus dem Gefängnis entlassen. Er setzte sich weiter für Demokratie und Menschenrechte in der Volksrepublik China ein und wurde mehrfach gesetzeswidrig festgenommen.
Im Juli 2018, fast gleichzeitig mit der Ausreise Liu Xias, der Witwe Liu Xiaobos, nach Berlin, wurde Qin Yongmin zu 13 Jahren Haft verurteilt.